# Bulbophyllum lineariflorum
Bulbophyllum lineariflorum är en enhjärtbladig växtart som beskrevs av Johannes Jacobus Smith. Bulbophyllum lineariflorum ingår i släktet Bulbophyllum och familjen orkidéer. Inga underarter finns listade i Catalogue of Life.